# Het Springendal

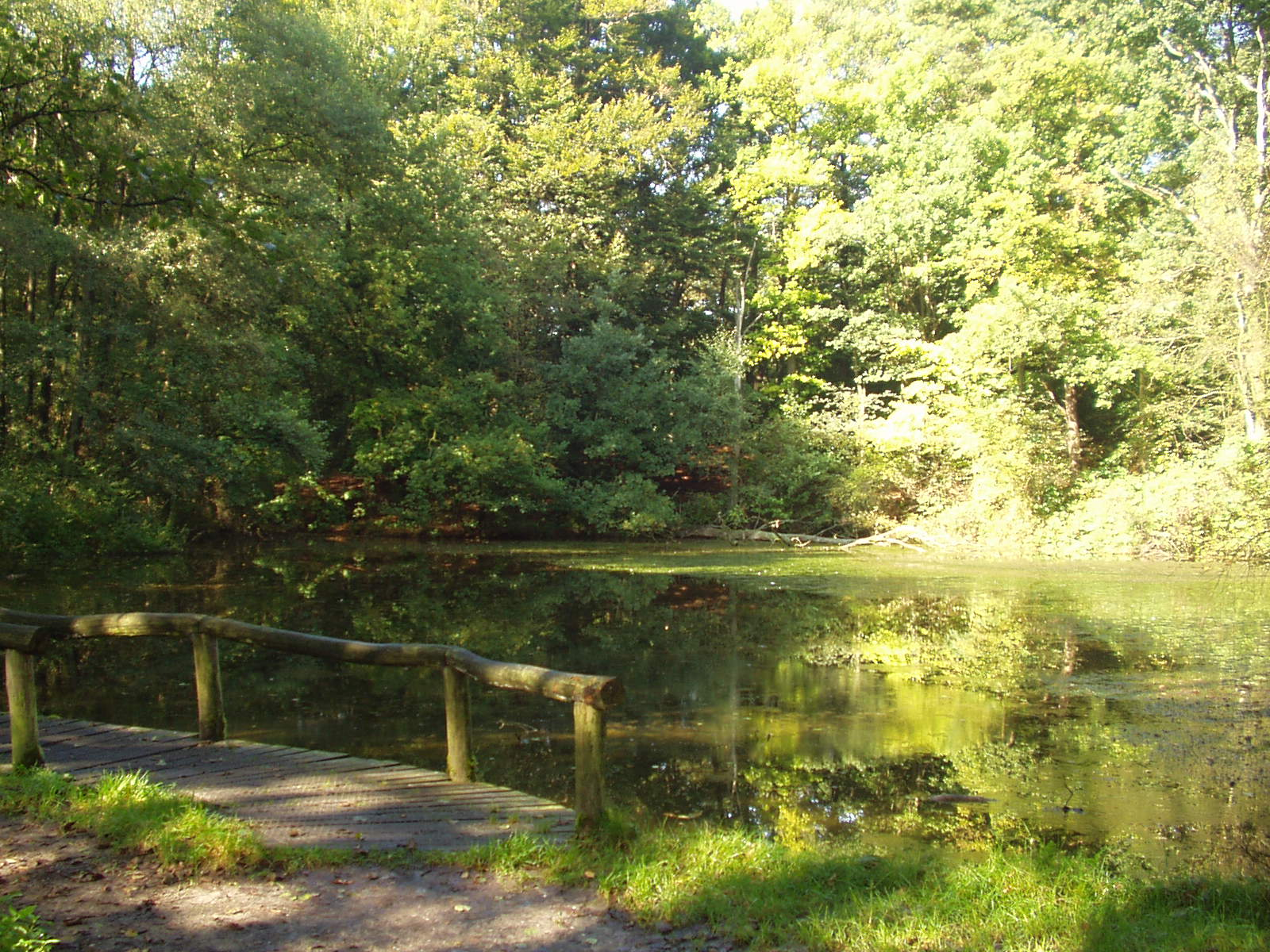
Het Springendal Bronnenroute

Het Springendal ist ein ca. 355  ha großes Naturreservat im äußersten Osten der niederländischen Provinz Overijssel in der Region Twente. Es befindet sich größtenteils auf dem Gemeindegebiet von Tubbergen östlich des Dorfes Vasse und nördlich des Städtchens Ootmarsum an der Grenze zur niederländischen Gemeinde Dinkelland und zu Deutschland.
Het Springendal umfasst ausgedehnte Wälder, Quellen mit kleinen Teichen, Bächen und Wasserfällen, kleine Hügel, Heide- und Weideland. Teile von Het Springendal werden zur Erhaltung der Heidecharakters von einer Schafherde beweidet.
Bekannt ist es vor allem aufgrund seiner schönen und als schützenswert erachteten Landschaft. Bei deutschen und niederländischen Erholungsuchenden ist das Gebiet beliebt für Radtouren und kleinere Wanderungen, da der Kern für motorisierte Fahrzeuge gesperrt ist.
An verschiedenen Punkten von Het Springendal gibt es Besucherparkplätze von denen aus man auf markierten Pfaden verschiedene Routen erwandern kann. Die Wanderrouten sind unterschiedlich lang und führen durch verschiedene Landschaftsbilder. Es besteht auch die Möglichkeit, in der Dämmerung die Försterin zu begleiten.
Auf dem Gebiet von Het Springendal befinden sich mehrere Hügelgräber vermutlich aus der Jungstein- oder Bronzezeit, die unter Denkmalschutz stehen.
Geologisch handelt es sich um ein durch Erosion entstandenes Tal in Eisrandlage.
Het Springendal gehörte früher dem Enscheder Textilfabrikanten Jannink und wird heute vom niederländischen Staatsbosbeheer verwaltet.